# Bata Shoe Museum
Il Bata Shoe Museum è un museo dedicato alla storia della scarpa e situato a Toronto, in Canada.

## Storia
È stato creato nel 1995 dalla famiglia attraverso la Bata Shoe Museum Foundation. La maggior parte della raccolta proviene da una donazione della collezione privata di Sonja Bata, Presidente della Fondazione e moglie di Thomas J. Bata, Presidente dell'azienda Bata e figlio del fondatore Thomas Bata.
Progettato dall'architetto Raymond Moriyama e completato nel 1991, la sua forma si ispira dell'idea di una scatola di scarpe aperta, fatto di un tipo di forma decostruttivista con le sue pareti inclinate e tetto rivestito di rame.

## Galleria d'immagini

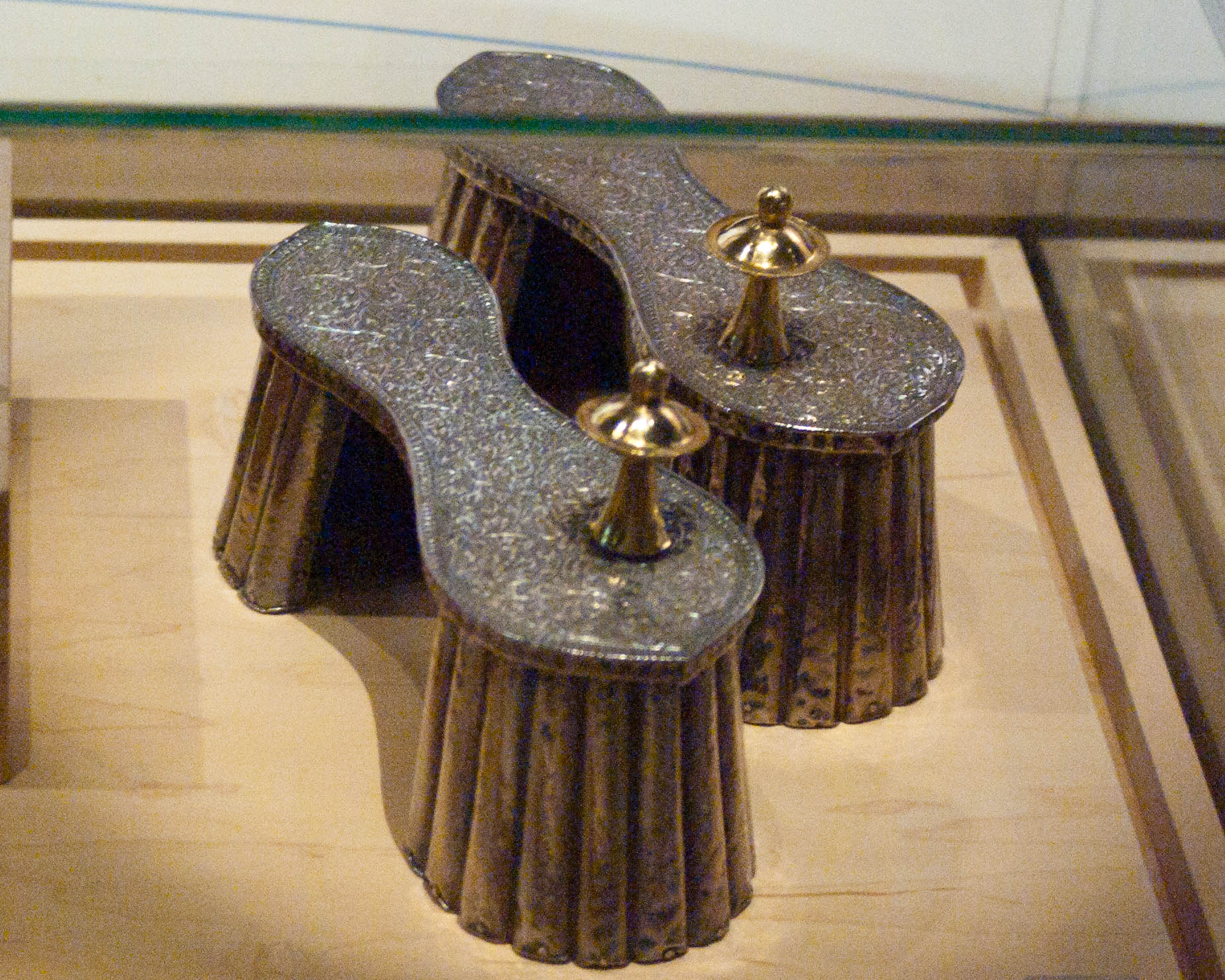
Piao di paduka
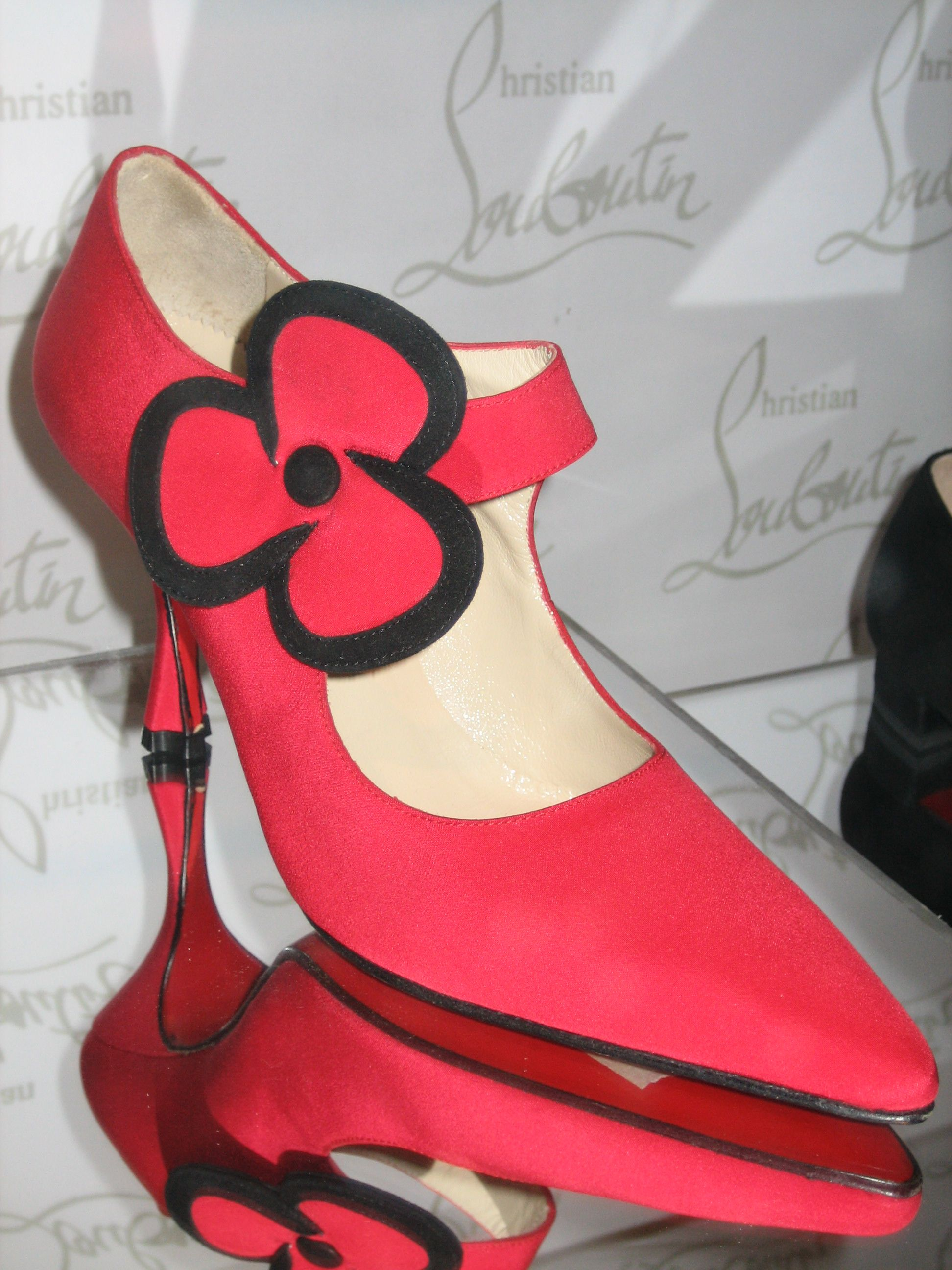
Scarpa de Christian Louboutin
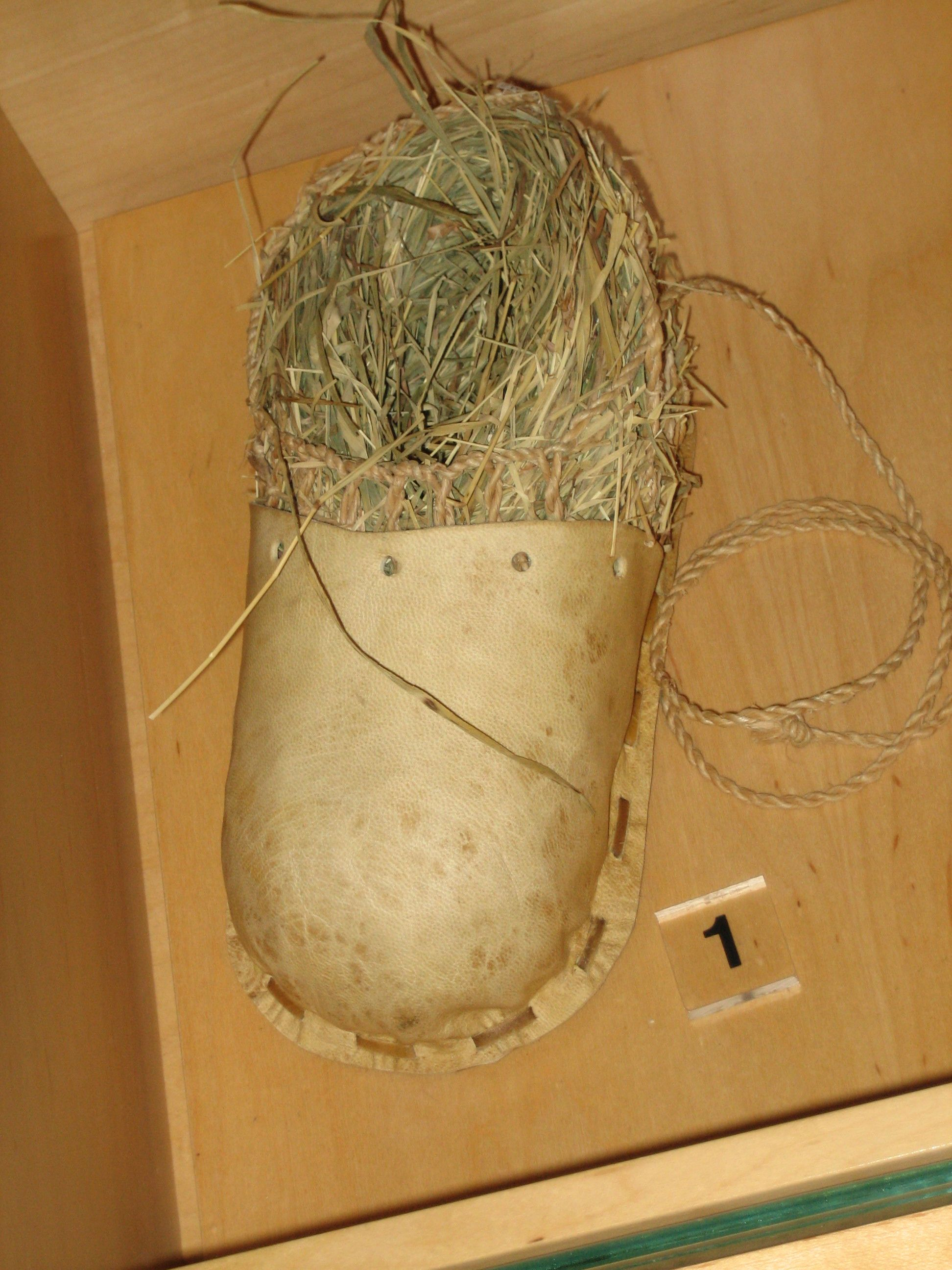
Riproduzione di una scarpa preistorica